# Pseudopodabrus kabakovi
Pseudopodabrus kabakovi es una especie de coleóptero de la familia Cantharidae.

## Distribución geográfica
Habita en Vietnam.